# Litago
Litago település Spanyolországban,  Zaragoza tartományban. Litago Lituénigo, Trasmoz, Vera de Moncayo, Alcalá de Moncayo, Añón de Moncayo és Tarazona községekkel határos. Lakosainak száma 192 fő (2024).

## Népesség
A település népessége az utóbbi években az alábbiak szerint változott:
| Lakosok száma | 185  | 195  | 185  | 180  | 174  | 174  | 171  | 161  | 194  | 192  |
|               | 2001 | 2004 | 2007 | 2009 | 2012 | 2014 | 2017 | 2019 | 2022 | 2024 |